# Bakırçay
Der Bakırçay (türkisch für „Kupfer-Fluss“) ist ein Fluss in der historischen Landschaft Mysien im westlichen Kleinasien.
Kaïkos (latinisiert Caicus) ist der antike Name des Flusses Bakırçay, der hethitische Name war vielleicht Seha. Als weiterer alter Name ist Aduros überliefert. Die antike göttliche Personifikation des Flusses trägt denselben Namen.
Die Quellen des Kaïkos liegen im Westen des Temnos-Gebirges am heutigen Ömer Dağı, südlich von Balıkesir. Bei Titus Livius und Plinius dem Älteren wird diese Landschaft als Teuthrania bezeichnet. Die Kaïkosebenen waren dicht besiedelt und sehr fruchtbar. Die Mündung ins Meer war in der Aiolis zwischen Elaia und Pitane, in die heutige Bucht von Çandarlı (Bucht von Elaia). Dieser wurde durch alluviale Ablagerungen weit hinausgeschoben. Am Flusslauf liegen die Städte Kırkağaç, Soma und Bergama (an der Stelle des alten Pergamon).

## Antike Quellen
Erwähnt wird der Kaïkos unter anderem bei Herodot (6,28 und 7,42), Xenophon (Anabasis 7,8,18), Strabon (12,8,12 und 13,1,70), Arrian (Anabasis 5,6,4) und Pausanias (1,10,4 und 5,13,3).